# Курундус (залізнична станція)
Курундус (рос. Курундус) — населений пункт (тип: залізнична станція) у Тогучинському районі Новосибірської області Російської Федерації.
Входить до складу муніципального утворення Кіровська сільрада. Населення становить 874 особи (2010).

## Історія
Згідно із законом від 2 червня 2004 року органом місцевого самоврядування є Кіровська сільрада.

## Населення
| 2002 | 2007  | 2010 |
| ---- | ----- | ---- |
| 979  | ↗1068 | ↘874 |